# Finale (software)
 For alternative betydninger, se Finale (flertydig). (Se også artikler, som begynder med Finale)
Finale er et computerprogram som anvendes af musikere til at skrive noder og partiturer.
Udviklingen af programmet foregår løbende og opdateres jævnligt.
| Software | Spire Denne artikel om software og programmering er en spire som bør udbygges. Du er velkommen til at hjælpe Wikipedia ved at udvide den. |